# Ditte Haue
Ditte Haue (født 6. februar 1986) er en dansk journalist. Fra maj 2019 er hun ansat som studievært på TV2 Nyhederne. Ditte Haue er cand.comm fra Roskilde Universitet, hvor hun har en kandidatgrad i journalistik og dansk litteratur. Ditte Haue har fra 2010-2015 været journalist hos DR Nyheder hovedsageligt på TV-Avisen, men også på Christiansborg-redaktionen, Radioavisen og ’21 Søndag’. Hun havde ansvaret for dækningen af Kongehuset fra 2013-2015. Ditte Haue har tidligere været vært for Danmarks største skattejagt på DR1. Fra 2016 var hun ansat som vært på Aftenshowet hos Danmarks Radio. Fra 2016 var hun vært på programmet Sporløs. Fra 2015-2018 var hun i øvrigt tilknyttet DR Nyheder i forbindelse med dækninger af folketingsvalg, kommunalvalg og store begivenheder i kongehuset.
Da Ditte Haue i 2019 skiftede til TV2 Nyhederne, sagde hun om skiftet: "Jeg er oplært i nyhedsjournalistikken, og selvom jeg har været rigtigt glad for nye og spændende udfordringer på både ’Sporløs’ og ’Aftenshowet’, har jeg længe savnet at være en del af nyhedsdækningen.”